# Protambulyx strigilis
Protambulyx strigilis ist ein Schmetterling (Nachtfalter) aus der Familie der Schwärmer (Sphingidae).

## Merkmale
Die Falter haben eine Vorderflügellänge von 48 bis 55 Millimeter und erreichen eine Flügelspannweite von 108 bis 134 Millimeter. Durch ihre Größe, ihre überwiegend orange Grundfarbe und die langgestreckten Vorderflügel ist die Art leicht von den übrigen Schwärmern im südlichen Florida zu unterscheiden. Sie ist in Körpergröße und Flügelgestalt Adhemarius blanchardorum ähnlich, der in Texas am Big Bend auftritt, dessen Flügel jedoch einen stark konkav gekurvten Vorderflügelaußenrand und außerdem einen sehr großen dunklen Fleck nahe der Basis am Vorderflügelinnenrand besitzen. Protambulyx strigilis ist in seiner Färbung sehr variabel, worin sich auch die Probleme hinsichtlich der Artabgrenzung über die Dauer der Erforschung ergeben hat. Die Grundfarbe beider Flügelpaare variiert von ziegelrot bis blassgelb. Die Vorderflügel können nahezu ungemustert sein, jedoch auch ein deutliches Muster entlang des Costal- und Außenrandes sowie am Analwinkel oder diese Merkmale in allen denkbaren Kombinationen aufweisen. Die Hinterflügel sind ähnlich variabel gefärbt und bei der dunkleren Form orange-braun. Die Oberseite der Hinterflügel beider Formen ist mit unregelmäßigen, schrägen Linien und einer deutlichen Submarginallinie gemustert und hat einen blassen Außenrand. Der Vorderflügelinnenrand ist eingebuchtet. Eine deutliche Submarginallinie und eine dunkle Binde entlang der Einbuchtung am Innenrand sind ausgebildet.

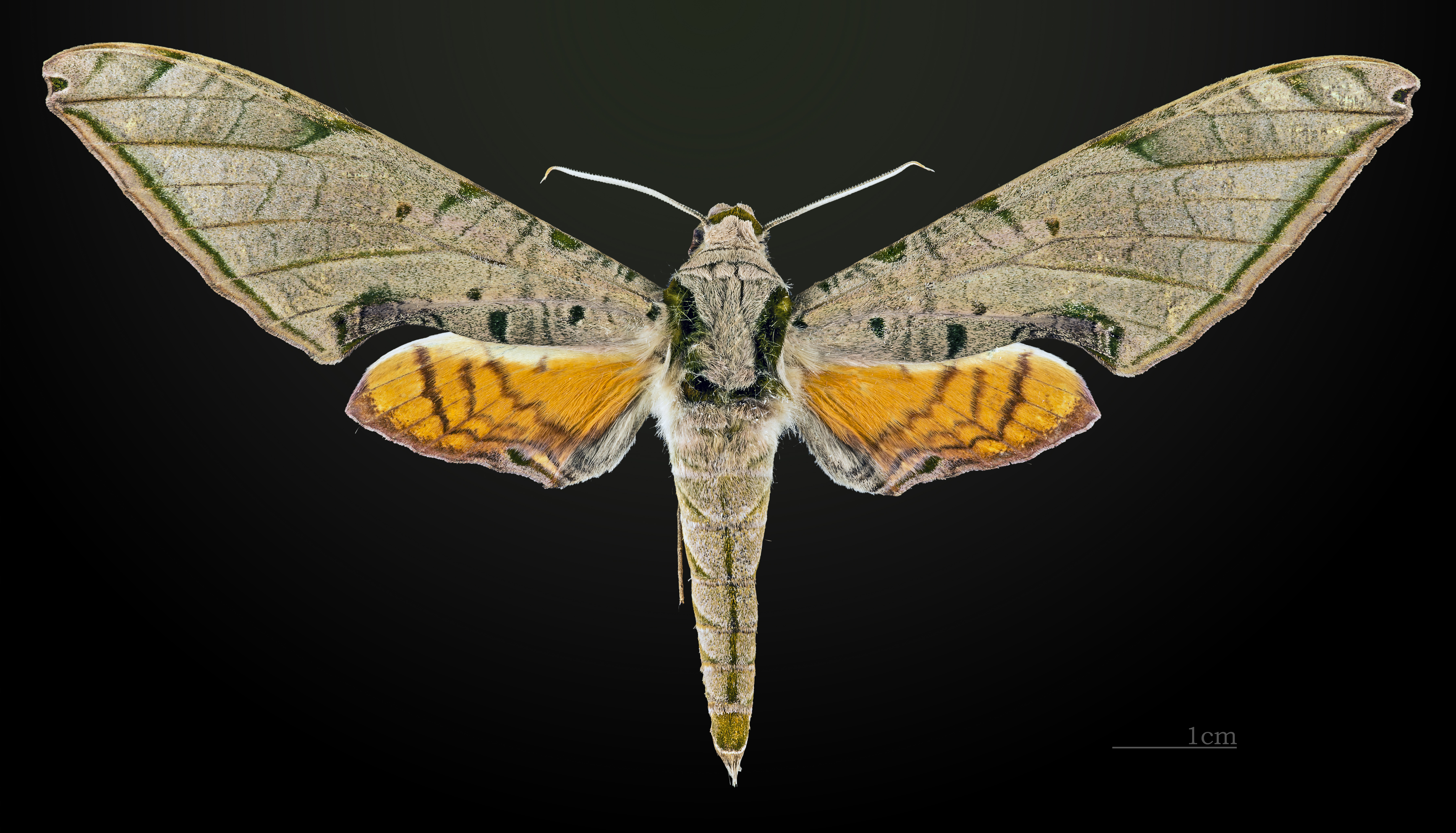
♂ Dorsalansicht
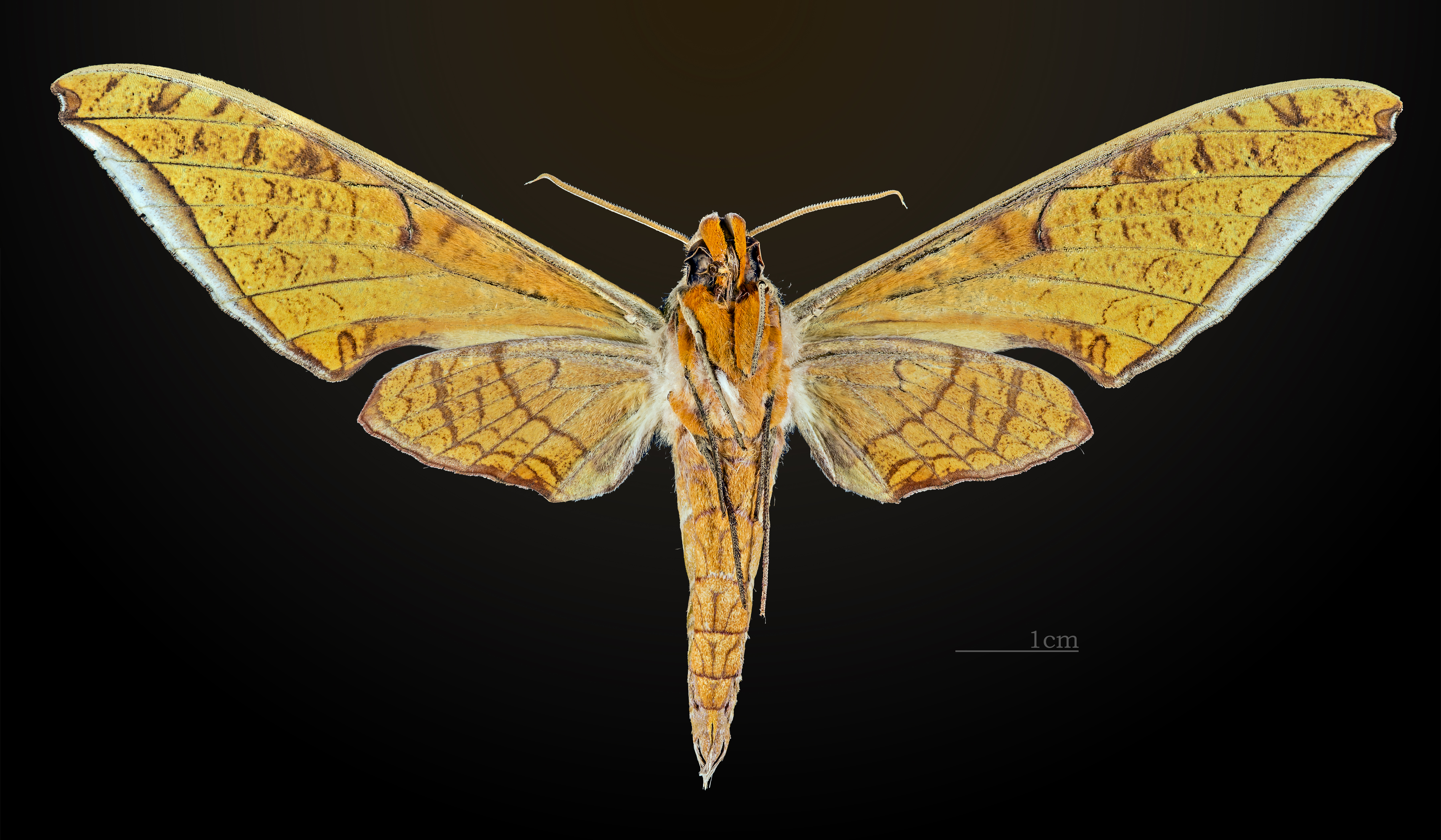
♂ △ Ventralansicht
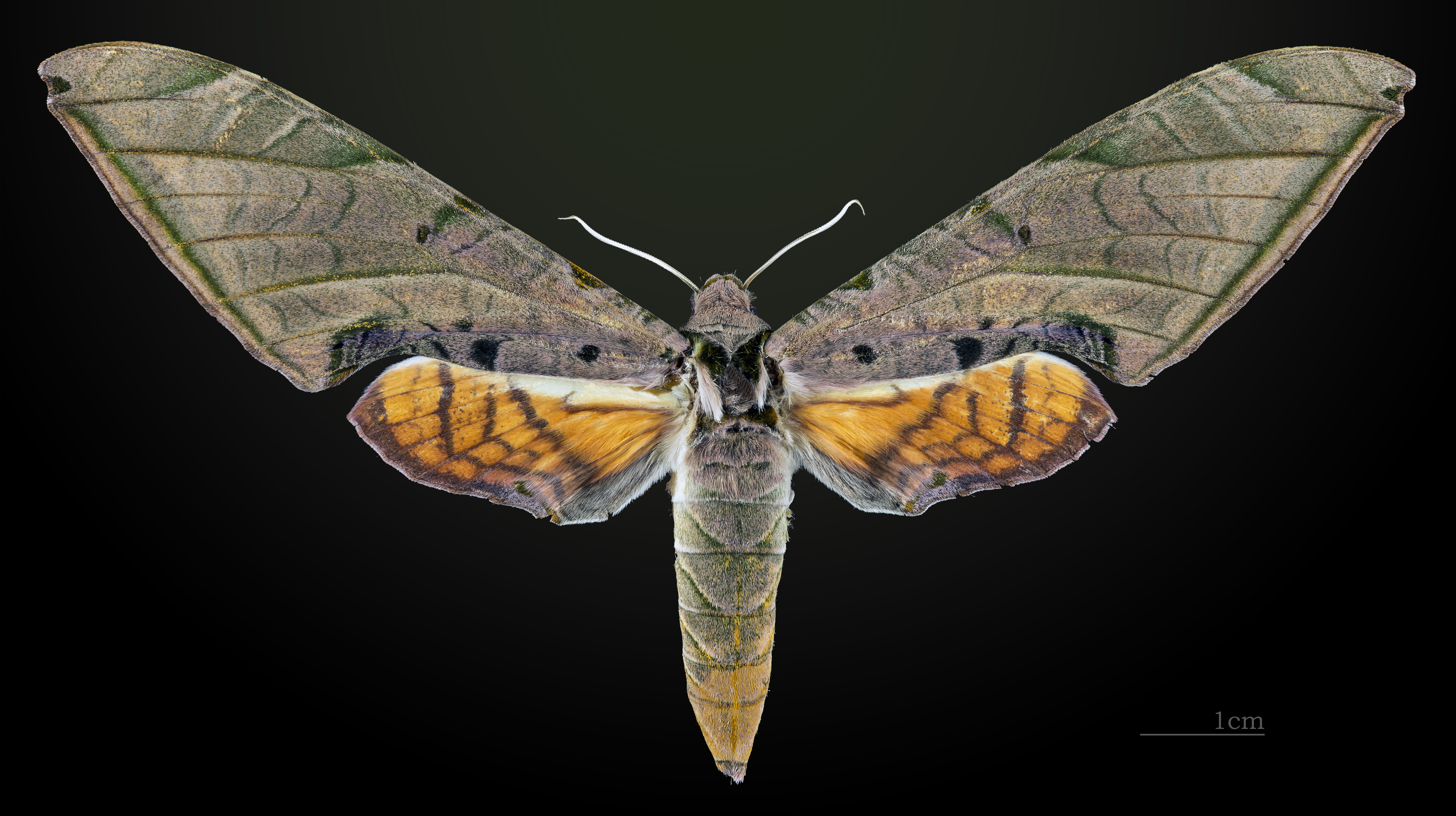
♀ Dorsalansicht
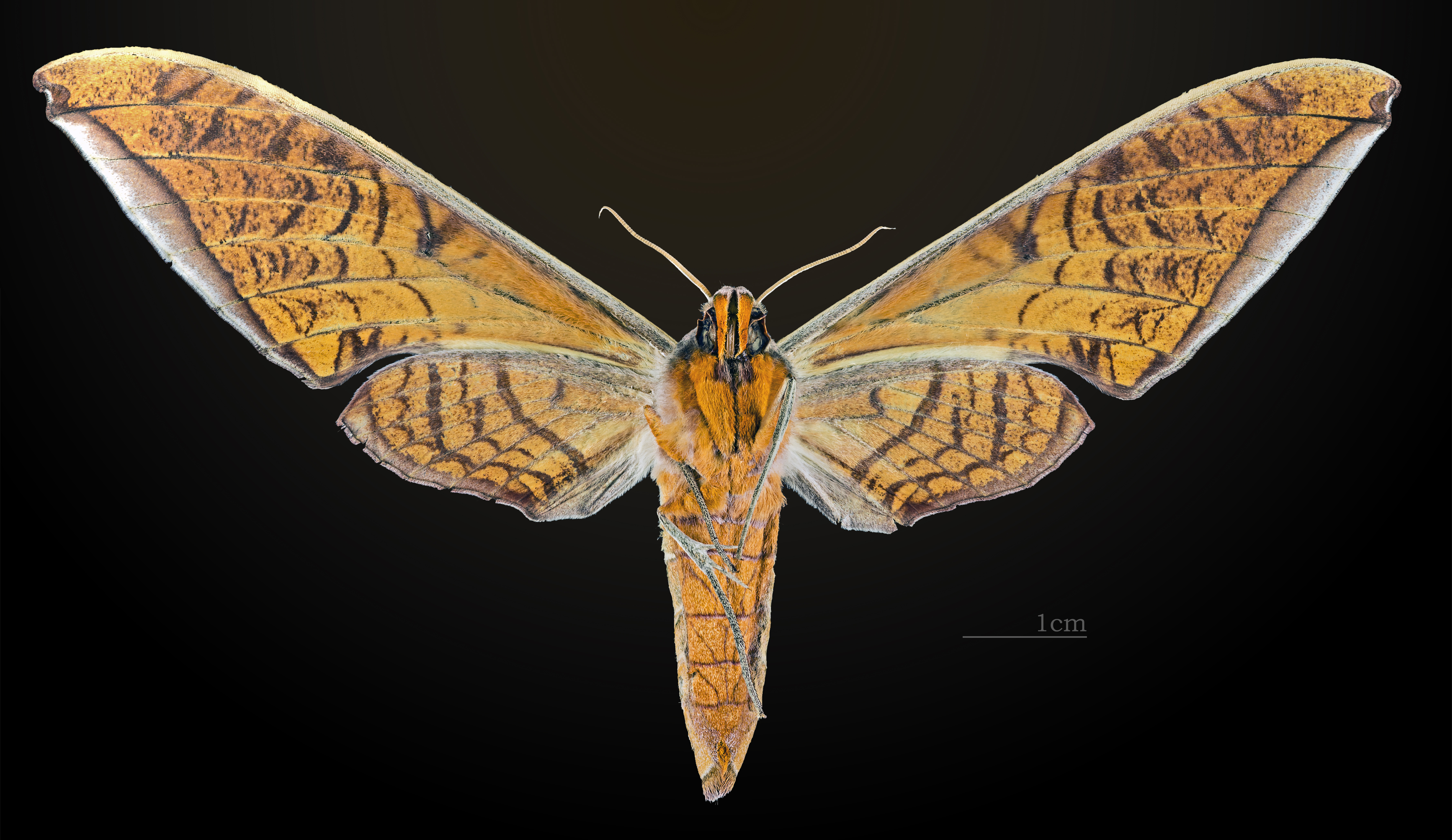
♀△ Ventralansicht

Die Raupen haben den typischen Körperbau der Unterfamilie Smerinthinae mit langgestrecktem, dünnen Körper, der sich zum Kopf hin verjüngt.
Die Puppe ist dunkelbraun und hat eine etwas raue Oberfläche. Der Saugrüssel ist nicht erkennbar. Der Kremaster ist sehr breit und endet in einer einzelnen, scharfen Spitze.

## Vorkommen
Die Art ist im tropischen und subtropischen Flachland in weiten Teilen Mittel- und Südamerikas verbreitet und ist aus Mexiko, Belize, Guatemala, Honduras, Nicaragua, Costa Rica, Panama, den Westindischen Inseln, südlich bis nach Kolumbien (Meta), sowie in Ecuador, Peru (Junín und möglicherweise auch im Osten), Bolivien (Santa Cruz), Venezuela, Guyana, Suriname, Französisch Guiana, Brasilien (Minas Gerais) und Argentinien (Salta) nachgewiesen.
In Nordamerika pflanzt sich die Art nur in der südlichen Hälfte Floridas fort. Sie tritt dort vor allem in den südlichen Counties auf und ist offenbar vor allem dort häufig, wo ihre wichtigste Raupennahrungspflanze, Schinus terebinthifolia, angepflanzt wird. Diese Erkenntnis könnte allerdings auch durch selektives Raupensammeln an diesen Pflanzen verursacht sein. Als sicher gilt jedoch, dass die Art ihr Verbreitungsgebiet stark nach Norden ausdehnt. Die in Florida eingeschleppte Raupennahrungspflanze ist sehr invasiv und breitet sich stark aus, wodurch die Schwärmerart vor allem entlang der Golfküste zumindest bis in die Gegend von Tampa Bay zunehmend häufiger wird. So wurde die Art beispielsweise auf Sanibel Island zwar bereits in den 1960er und 1970er Jahren beim Blütenbesuch nachgewiesen, Raupen wurden jedoch lange Zeit nicht entdeckt. Mittlerweile ist die Art jedoch auch hier etabliert und es werden regelmäßig Raupen gefunden. Außerhalb von Florida wurde die Art nördlich von Mexiko nur einmal im Jahr 1972 in Galveston County in Texas beobachtet.

## Lebensweise
Die Imagines können regelmäßig an künstlichen Lichtquellen beobachtet werden. Sie sind vor allem während der Abenddämmerung aktiv und wurden in den Vereinigten Staaten nektarsaugend an Asystasia gangetica (eingeschleppt), Jasminum und Rosafarbene Catharanthe (Vinca rosea) beobachtet.

### Flug- und Raupenzeiten
Die Art reproduziert sich im Süden Floridas das ganze Jahr über, entsprechend sind Falter das ganze Jahr über zu finden. In Costa Rica sind die Falter ebenso in jedem Monat im Jahr nachgewiesen, wobei sie im Dezember und März deutlich seltener sind. In Bolivien fliegen sie von April bis August und von Oktober bis Dezember.

### Nahrung der Raupen
In den Vereinigten Staaten wurden die Raupen außer an Schinus terebinthifolia auch an Metopium toxiferum, beide aus der Familie der Sumachgewächse (Anacardiaceae), nachgewiesen. Darüber hinaus sind die Raupen an den Sumachgewächsen Spondias dulcis, Spondias mombin, Spondias purpurea, Astronium graveolens, Anacardium occidentale, Erythroxylon, Comocladia dodonea und Comocladia dentata sowie an den Bittereschengewächsen (Simaroubaceae) Simarouba glauca und Simarouba amara nachgewiesen. Weitere Nahrungspflanzen sind Erythroxylum havanense, Eupatorium villosum, Lycopersicon und Sambucus australis.

## Entwicklung
Die Weibchen legen ihre Eier einzeln an beiden Seiten von ausgewachsenen Blättern der Nahrungspflanzen ab. Die Eier sind im Verhältnis zur Körpergröße der Falter groß. Entsprechend können Weibchen meist nur weniger als 60 Eier ablegen. Die Raupen verstecken sich auf der Unterseite der Blätter entlang der Mittelrippe. Durch ihre Färbung sind sie dort gut getarnt. Die Verpuppung findet in einem locker gesponnenen Kokon knapp unter der Bodenoberfläche statt. Größere Raupen verstecken sich während Ruhephasen an der Basis der Blätter oder nahe der Basis des Pflanzenstamms. Als Parasitoide sind Raupenfliegen der Gattung Drino bekannt.

## Taxonomie und Systematik
Bereits als Rotschild & Jordan 1903 die Art Protambulyx carteri anhand von Unterschieden zu Protambulyx strigilis in der Musterung der Vorderflügel beschrieben, war unklar, ob es sich dabei tatsächlich um eine eigene Art handelt. 1971 stellte Hodges fest, dass sich die beiden „Arten“ genitalmorphologisch nicht unterscheiden, behielt aber den Artstatus für beide Arten bei. Tuttle stellte durch Züchtung fest, dass die beiden „Arten“ Farbmorphen ein und derselben Art seien. Dies sei dadurch bestätigt worden, dass hell gefärbte, schwach gemusterte Falter in den trockenen Wäldern des Nationalparks Guanacaste in Costa Rica auftreten und dunkle, kräftig gemusterte Falter („strigilis“) aus den höher gelegenen feuchten Wäldern stammen. Es handelt sich nach seinem Dafürhalten daher um durch äußere Einflüsse der Lebensräume verursachte Farbunterschiede. Da Protambulyx strigilis wegen der früheren Beschreibung Priorität hat, wurde Protambulyx carteri von Tuttle mit dieser Art synonymisiert. Heppner stellte das Taxon jedoch 2008 wieder in den Rang einer eigenständigen Art.

## Belege